# 麻倉憂
麻倉 憂（あさくら ゆう、1989年12月24日 - ）は、日本の元AV女優。グランツプロ（旧サンプロ）所属。

## 略歴
2009年にAVデビュー。当初は企画女優として活動。その後、人気を得て企画単体女優として2010年3月まで出演。2010年7月にミリオン（ケイ・エム・プロデュース）と専属契約、単体女優となった。また、藤井シェリー、大石のぞみと共に「ミリオンガールズ2010」としても活動。
その人気は有名芸能人並みで、握手会を開催すれば行列ができるほどであり、さらに2011年には阪急交通社が実施する東京発マカオ国際マラソンツアーまで催行された。AV専業の女優のタレントツアーは異例。
2011年3月7日、スカパー!アダルト放送大賞2011女優賞を受賞。
アダルトビデオ30周年記念企画（AV30）として2012年1月5日から2月29日まで行われた人気投票で22位に選ばれている。
2013年3月8日発売の『8時間10本番! 引退』をもってAV女優を引退したが、同年11月2日に復帰が報じられ、翌12月に新作が発売された。また、カリビアンドットコムなどの無修正作品にも出演。
2014年4月、ワンズファクトリーの専属女優となる。
2016年6月以降、新作の発売が途絶えていたが、約1年の空白を経て2017年8月に新作が発売。
2018年8月よりプレミアム専属となるが、同年11月を最後に新作の発売がなくなる。
2020年6月、サイゾー主催のオールタイム「好きなAV女優アンケートトーナメント」にノミネート。ここでは2018年引退と記述された。

## 人物
静岡県出身。兄との2人兄妹。
恥ずかしがり屋な性格であったが、AV女優になったことで少し克服したとの事である。
初体験は16歳の時で、相手は2歳年上の当時の彼。
自動車運転免許を取得しており、趣味はドライブ。

## 出演作品

### アダルトビデオ

#### 2009年
| タイトル                                                        | 発売日   | メーカー                 | 備考                         |
| --------------------------------------------------------------- | -------- | ------------------------ | ---------------------------- |
| 初撮り FILE19                                                   | 6月25日  | HATSUDORI                | ※「YU」名義                  |
| 噂の激カワ女子校生 2                                            | 7月17日  | おかず。                 | ※「Yちゃん」名義             |
| ギャルズトーク 06                                               | 8月11日  | プレステージ             |                              |
| メガザーメン一発大量顔射 3                                      | 8月17日  | レアル・ワークス         |                              |
| 新卒アイドル女子社員                                            | 8月17日  | S級素人                  |                              |
| 修学旅行生                                                      | 9月5日   | SODクリエイト            | ※「浅井優子」名義            |
| 生中出し女子校生4時間 8                                         | 9月18日  | BAZOOKA                  |                              |
| 素人コギャルHEAVEN 4時間 NEO 13                                 | 9月25日  | ケイ・エム・プロデュース |                              |
| みるきいHi-スクール #183                                        | 10月7日  | みるきぃぷりん♪          |                              |
| 家庭教師 笑顔のキミへ…SMILE FOR YOU                             | 10月7日  | BeFree                   | ※「優先生」名義              |
| 完全撮りおろし カリスマアイドル対抗!! ガチフェラ早出しバトル! 2 | 10月23日 | レアル・ワークス         |                              |
| 白衣の天使と性交                                                | 11月15日 | ドリームチケット         |                              |
| 生中出しコギャル4時間 8                                         | 11月16日 | BAZOOKA                  |                              |
| 東京中出し女子校生 14                                           | 11月16日 | S級素人                  |                              |
| 淫欲 手篭めにされた若妻                                         | 11月19日 | ヒビノ                   |                              |
| 今日…からオレの女                                               | 11月20日 | プレステージ             |                              |
| 全国女子大生図鑑☆群馬                                           | 11月25日 | ビッグモーカル           | ※「ゆうちゃん」名義          |
| いいなり。 家庭教師…仮名ゆう先生 19才                           | 12月2日  | GLAY'z                   |                              |
| Men's コンビニエンス 2 《性感エステ:手コキフェラED治療院》      | 12月2日  | チーム川崎               |                              |
| 生中出し新入女子社員 8                                          | 12月18日 | BAZOOKA                  |                              |
| みるスポ!                                                       | 12月19日 | みるきぃぷりん♪          |                              |
| 一生懸命妻してます。 幼な妻〜ユウ20歳〜                         | 12月22日 | 光夜蝶                   |                              |
| 藤宮櫻花の美少女喰い                                            | 12月25日 | Fantasista               |                              |
| ナンパ即ハメ即デビュー!!                                        | 12月25日 | Fantasista               | オムニバス作品 ※「ゆみ」名義 |
| 素人ギャルをお金を払わず思う存分ハメちゃいました!!              | 12月25日 | Fantasista               | ※「リカ」名義                |

#### 2010年
| タイトル                                                                               | 発売日         | メーカー                 | 備考                   |
| -------------------------------------------------------------------------------------- | -------------- | ------------------------ | ---------------------- |
| 激カワお姉さん10人と「夢の○○が出来たら」 様々な職業で自由 にイジくり、ヤリまくる 5願望 | 1月1日         | V                        |                        |
| 東京三ツ星女子校生 10                                                                  | 1月1日         | EROS HEARTS              | ※「みらい」名義        |
| 百合のつぼみ                                                                           | 1月8日         | I.B.WORKS                |                        |
| パンチラナース                                                                         | 1月25日        | kawaii*                  |                        |
| 素人だまし討ち!! 風俗店長の中出し面接!!                                                | 1月25日        | Fantasista               | ※「りか」名義          |
| 美人すぎる市○会○員                                                                     | 1月29日        | H2 PROJECT               |                        |
| 女子校生凌辱日記 HAPPY FISH 06                                                         | 2月1日         | ワンズファクトリー       |                        |
| 放課後ナンパ 〜某都内高校テニス部3人〜                                                 | 2月1日         | EROS HEARTS              |                        |
| 貧乳限定ロリータナンパ                                                                 | 2月12日        | I.B.WORKS                |                        |
| ナニされても絶対コッチ見てなきゃダメ!!                                                 | 2月15日        | ワープエンタテインメント |                        |
| 私、結婚します。その前にあなたに会いたかった…。                                        | 2月18日        | アキノリ                 |                        |
| 濃厚Hフルコース×5コスチューム                                                          | 2月18日        | SODクリエイト            |                        |
| JK援交 VOL.13 ガチ中出し                                                               | 2月24日        | サムシング               |                        |
| 図書委員文系少女 図書委員                                                              | 2月25日        | ラマ                     |                        |
| ロリータ中出し強姦                                                                     | 2月26日        | TMA                      |                        |
| 麻倉憂といく! 混浴露天バスツアー                                                       | 2月26日        | EROTICA                  |                        |
| 目指せ!川崎! 素人千人斬り! 〜残り954人 /1000人〜                                       | 3月3日         | グレイズ                 |                        |
| キレイ好きなオクチ                                                                     | 3月5日         | ワープエンタテインメント |                        |
| 貧乳縞パンツインテール                                                                 | 3月12日        | TMA                      |                        |
| ハナザカリOLシリーズ 9 御茶ノ水 出版会社OL 「一緒にコーヒー飲 みませんか?」            | 3月12日        | アップス                 |                        |
| ある不祥事で退職した男のロッカーから出てきたVTR 現役教師と中 ○生の買春映像             | 3月13日        | カルマ                   | オムニバス作品         |
| 麻倉憂×マジックミラー号                                                                | 3月18日        | SODクリエイト            |                        |
| 若妻の疼き むっつりスケベな恥じらい若妻                                                | 3月18日        | ヒビノ                   |                        |
| JK-FETISH 4 〜女子校生ワイセツ遊戯〜                                                   | 3月19日        | BAZOOKA                  |                        |
| LEGS＋ IX パンスト・タイツの渇望                                                       | 3月19日        | HRC                      |                        |
| 東京裏撮り女子校生 3                                                                   | 3月19日        | おかず。                 | オムニバス作品         |
| 素人GALSお尻目線 お尻ばかりで110分                                                     | 3月25日        | fantasista               |                        |
| メイド in Prin                                                                         | 3月25日        | みるきぃぷりん♪          |                        |
| 拝啓、お兄ちゃん。                                                                     | 4月1日         | ワンズファクトリー       |                        |
| 本物ラウンドガール 有明編                                                              | 4月3日 5月14日 | クリスタル映像           |                        |
| やっぱり、君が好き 18歳・微乳レズビアン 〜第2章・卒業〜                                | 4月5日         | ワープエンタテインメント |                        |
| 麻倉憂式 早漏チ○ポ強化合宿                                                             | 4月6日         | アキノリ                 |                        |
| 手コキ・淫語・女子高生                                                                 | 4月7日         | プレミアム               |                        |
| みるきぃHi-スクール #184                                                               | 4月13日        | みるきぃぷりん♪          |                        |
| 美味しい女子アナ                                                                       | 4月15日        | スターパラダイス         |                        |
| 働く女性に無理言ってセンズリ見てもらいました!!                                         | 4月16日        | メディアバンク           |                        |
| 麻倉憂を本物のカフェで働かせてバレないようにHな指令を出し てみました!                  | 4月22日        | V&Rプロダクツ            |                        |
| 彼氏の友達にまわされて、親友の目の前で犯される…。                                      | 5月13日        | SODクリエイト            |                        |
| 教師と生徒の逆転関係! 禁断レズ学園 4                                                   | 5月13日        | ディープス               |                        |
| ノーパンHighSchool                                                                     | 5月13日        | マルクス兄弟             |                        |
| 就職活動                                                                               | 5月17日        | 宇宙企画                 |                        |
| 舞ワイフ 〜セレブ倶楽部〜 03                                                           | 5月27日        | AROUND                   | ※「松山真琴」名義      |
| キスから始まりキスで終わる乳首を重点的に責める手コキ                                   | 6月1日         | ワンズファクトリー       |                        |
| 恋人映像                                                                               | 6月11日        | KUKI                     |                        |
| 麻倉憂が自宅に押しかけSEXしまくり                                                      | 6月13日        | MOODYZ                   |                        |
| 制服の似合う女の子の黒ニーソで足コキ                                                   | 6月13日        | マルクス兄弟             |                        |
| 憧れのクラスメイト 3                                                                   | 6月18日        | BAZOOKA                  |                        |
| 乳首なめ 2                                                                             | 6月18日        | 映天                     |                        |
| 素顔のままで                                                                           | 6月19日        | ROOKIE                   |                        |
| ノンフィクション 〜麻倉憂〜                                                            | 6月22日        | オプス                   |                        |
| 初めての、ショートカット                                                               | 6月25日        | kawaii*                  |                        |
| 麻倉憂がハダカ店長に就任                                                               | 6月25日        | EROTICA                  |                        |
| SINGLE BEST 13 麻倉憂                                                                  | 7月1日         | NIRVANA                  | ※ベスト版              |
| 超スーパースター                                                                       | 7月16日        | ミリオン                 |                        |
| Hi-Vision Venus                                                                        | 7月23日        | TMA                      | ※Blu-rayのみのベスト版 |
| ズボ入れマジイキ バイブオナニー 3                                                      | 8月1日         | ワンズファクトリー       |                        |
| 可愛いメガネ妹に顔射しようぜ!                                                          | 8月13日        | マルクス兄弟             |                        |
| ベストフレンド 5                                                                       | 8月20日        | ミリオン                 |                        |
| 復活! ミリオンガールズ2010                                                             | 8月20日        | ミリオン                 |                        |
| もしも麻倉憂が僕の彼女だったら…                                                        | 8月27日        | ミリオン                 |                        |
| 学校で中出ししちゃお                                                                   | 9月24日        | ミリオン                 | BD                     |
| チ●ポ汁がドクドクあふれて、もうパンツぐしょぐしょでしょ?                               | 10月15日       | ミリオン                 |                        |
| 麻倉憂 4時間                                                                           | 10月22日       | グレイズ                 | ※ベスト版              |
| ロ○ータ貧乳乳もみインタビュー                                                          | 11月1日        | Fetishist                |                        |
| カワイイコスプレ 麻倉憂七変化 〜あなたはどの憂がお好み?〜                              | 11月12日       | ミリオン                 |                        |
| 麻倉憂 3時間SP 今日から…ノンフィクションの女                                           | 11月18日       | プレステージ             | ※ベスト版              |
| LOVE。                                                                                 | 11月18日       | ROOKIE                   | ※ベスト版              |
| ミリオン・ドリーム2010 放課後エッチタイム♪                                             | 12月10日       | ミリオン                 |                        |

#### 2011年
| タイトル | 発売日   | メーカー                 | 備考      |
| --- | -------- | ------------------------ | --------- |
| イカセ4時間スペシャル | 1月14日  | ミリオン                 |           |
| ジュポニカ学習帳 VOL.4 | 2月4日   | 映天                     |           |
| 美3D 超立体的ペット | 2月11日  | ミリオン                 |           |
| 初めての麻倉憂 撮りおろし映像特典付きBEST | 2月11日  | ケイ・エム・プロデュース | ※ベスト版 |
| 突然ですが、沖縄まで行って素人さんとAV撮ってきてください!!                                                                                      | 3月11日  | ミリオン                 |           |
| AKNR スプリングフェア 完全撮り下ろし2タイトル収録【日本国民 全裸の日(8)女性限定バージョン】【完全主観 生パンチラで誘惑さ れて勃起しちゃった僕】 | 3月19日  | アキノリ                 |           |
| ミリオンTV 麻倉憂がプロデュース | 4月8日   | ミリオン                 |           |
| ミリオン・ドリーム2011 もぅ!お義兄ちゃんのことなんか （怒!）…大好きだよ!!（笑）                                                                 | 5月13日  | ミリオン                 |           |
| 麻倉憂が奥さんになってあげる♥ | 6月10日  | ミリオン                 |           |
| 麻倉憂がい〜っぱい | 7月7日   | みるきぃぷりん♪          | ※ベスト版 |
| 4時間 5本番 コスプレ編 | 7月8日   | ミリオン                 |           |
| ダブルゆう 夢の初共演 禁断のレズ親子愛 〜素直にママと呼べなく て〜                                                                              | 8月12日  | ミリオン                 |           |
| 宇宙企画30周年記念作品 就職活動 〜番外編SP〜 | 8月26日  | 宇宙企画                 |           |
| アイドル潜入捜査官 | 9月9日   | ミリオン                 |           |
| OL痴漢物語 | 10月14日 | ミリオン                 |           |
| 中出し10連発 | 11月11日 | ミリオン                 |           |
| ミリオン・ドリーム 女子校生は怪盗シスターズ | 12月9日  | ミリオン                 |           |

#### 2012年
| タイトル                                                      | 発売日   | メーカー | 備考 |
| ------------------------------------------------------------- | -------- | -------- | ---- |
| 可愛すぎるショートヘアコスプレ                                | 1月13日  | ミリオン |      |
| スレンダーヴィーナス 裸の女神                                 | 2月10日  | ミリオン |      |
| アイドル潜入捜査官 2                                          | 3月9日   | ミリオン |      |
| 4時間 5本番Ⅱ いもうとスペシャル                               | 4月13日  | ミリオン |      |
| 緊縛令嬢スペシャル 調教女子校生                               | 5月11日  | ミリオン |      |
| ゆうつぼみ 〜放課後に咲く〜                                   | 6月8日   | ミリオン |      |
| ミリオン・ドリーム2012 新リーダーは、ぜ〜ったい私なんだからっ | 7月13日  | ミリオン |      |
| 中出し10連発 2 学園編                                         | 7月13日  | ミリオン |      |
| もしも麻倉憂とお泊まりデートに行ったなら!                     | 8月10日  | ミリオン |      |
| 突撃!麻倉憂のお宅訪問 〜素人男宅へ出撃〜                      | 9月14日  | ミリオン |      |
| 人気アイドルはつらいよ                                        | 10月12日 | ミリオン |      |
| ショートカットの麻倉憂と同棲生活 〜あなたに捧げる4本番〜      | 11月9日  | ミリオン |      |
| KMPドリーム2012 エッチな商店街は大騒ぎ全員集合スペシャル      | 12月14日 | ミリオン |      |
| イカセ4時間スペシャル 2                                       | 12月14日 | ミリオン |      |

#### 2013年
| タイトル                                                                                       | 発売日   | メーカー | 備考      |
| ---------------------------------------------------------------------------------------------- | -------- | -------- | --------- |
| 癒しの極上エロマッサージしてあげる                                                             | 1月11日  | ミリオン |           |
| 憂せんせいの、中出し性活指導                                                                   | 2月8日   | ミリオン |           |
| 麻倉憂ファンが愛したベストSEX8時間! ぜーんぶ濃厚プレイスペシャル!                              | 2月8日   | ミリオン | ※ベスト版 |
| 8時間10本番! 引退                                                                              | 3月8日   | ミリオン |           |
| 麻倉憂ファンが愛したコスプレベスト8時間! 未公開コスプレSEXあり 超キュート厳選30コススペシャル! | 3月8日   | ミリオン | ※ベスト版 |
| 超スーパースター 女神復活                                                                      | 12月13日 | ミリオン |           |

#### 2014年
| タイトル                                                                 | 発売日  | メーカー           | 備考      |
| ------------------------------------------------------------------------ | ------- | ------------------ | --------- |
| 若妻催眠調教 〜夫の目の前で犯される美人妻〜                              | 1月10日 | ミリオン           |           |
| 今夜は私と甘酔いSEX                                                      | 2月14日 | ミリオン           |           |
| 母乳が出るほど気持ちいいの                                               | 3月14日 | ミリオン           |           |
| デカチン中出し10連発                                                     | 4月11日 | ミリオン           |           |
| SS級カワイイ美少女 麻倉憂16時間                                          | 4月19日 | ROOKIE             | ※ベスト版 |
| 恋するスペルマ                                                           | 5月9日  | ミリオン           |           |
| WANZFACTORY専属決定 いきなり中出しSPECIAL                                | 6月1日  | ワンズファクトリー |           |
| 10発中出しするまで勃起させちゃうお姉様SEXテクニック                      | 7月1日  | ワンズファクトリー |           |
| 生徒に自宅を乗っ取られた若妻女教師 美人妻が奴隷ペットと化す3日間の凌辱劇 | 8月1日  | ワンズファクトリー |           |
| ゆうと子作り新婚生活                                                     | 9月1日  | ワンズファクトリー |           |
| 麻倉憂の凄テクを我慢できれば生★中出しSEX!                                | 10月1日 | ワンズファクトリー |           |
| ムチムチ誘惑パンチラ                                                     | 11月1日 | ワンズファクトリー |           |
| 最高級お姉様が逆3Pシテあげる                                             | 12月1日 | ワンズファクトリー |           |

#### 2015年
| タイトル                                              | 発売日  | メーカー           | 備考      |
| ----------------------------------------------------- | ------- | ------------------ | --------- |
| 私の子宮を射精でオとして                              | 1月1日  | ワンズファクトリー |           |
| 美人潜入捜査官                                        | 2月1日  | ワンズファクトリー |           |
| 新任女教師 残忍冷酷中出しレ×プ輪姦                    | 3月1日  | ワンズファクトリー |           |
| 濃厚、密着、セックス。                                | 4月7日  | プレミアム         |           |
| 孕ませ痴漢電車                                        | 5月1日  | ワンズファクトリー |           |
| 大きなチ○ポに狂った美少女                             | 6月1日  | ワンズファクトリー |           |
| 麻倉憂8時間                                           | 6月1日  | ワンズファクトリー | ※ベスト版 |
| 完堕ち強制プロジェクト                                | 7月1日  | ワンズファクトリー |           |
| おい、弟! お姉ちゃんのコンドーム練習台になれ          | 8月1日  | ワンズファクトリー |           |
| 羞恥と快楽に堕とされて… おしっこ我慢中に何度も中出し♥ | 9月1日  | ワンズファクトリー |           |
| 監禁オイルマッサージ 鬼イカせ中出しレ×プ              | 10月1日 | ワンズファクトリー |           |
| レ○プ魔のチ○ポがどストライク                          | 11月1日 | ワンズファクトリー |           |
| 魔法少女憂と淫魔の罠                                  | 12月1日 | ワンズファクトリー |           |

#### 2016年
| タイトル                                   | 発売日 | メーカー           | 備考      |
| ------------------------------------------ | ------ | ------------------ | --------- |
| 時間を止めて孕ませ女子校生!!               | 1月1日 | ワンズファクトリー |           |
| 麻倉憂8時間 2                              | 2月1日 | ワンズファクトリー | ※ベスト版 |
| 痴女背後霊、憂ちゃん                       | 3月1日 | ワンズファクトリー |           |
| 子作りはご奉仕の一環 妊娠OK美少女メイド    | 4月1日 | ワンズファクトリー |           |
| 絶倫さんの夢を叶えちゃう無制限中出しデート | 5月1日 | ワンズファクトリー |           |
| 憂ちゃんに見つめられて射精しちゃう僕…      | 6月1日 | ワンズファクトリー |           |
| 王道 絶対 完璧 美・少・女 麻倉憂8時間 3    | 9月1日 | ワンズファクトリー | ※ベスト版 |

#### 2017年
| タイトル                                                                          | 発売日   | メーカー           |
| --------------------------------------------------------------------------------- | -------- | ------------------ |
| 人見知りの妻が急に大胆になったワケ【理由】 〜スワップパリピー浮気中出し乱交映像〜 | 8月9日   | ワンズファクトリー |
| 本気出したら秒速ヌキ! 憂のフェラテク魅せてあげる♥                                 | 10月1日  | ワンズファクトリー |
| 絶対ゴム有り! 妊娠体質娘のビックビク絶頂中に生ハメ!射精まで止まらない激ピストン   | 10月19日 | ワンズファクトリー |
| 愛ある中出し受けが評判の最高級ソープ嬢                                            | 11月13日 | ワンズファクトリー |
| 嫌いな義父に夜這いされて…                                                         | 12月13日 | ワンズファクトリー |

#### 2018年
| タイトル                                                    | 発売日  | メーカー           | 備考      |
| ----------------------------------------------------------- | ------- | ------------------ | --------- |
| 彼女のお姉さんにこっそり射精させられ続ける僕…               | 1月13日 | ワンズファクトリー |           |
| 「ダメぇ!今イッてるからぁ!」状態でも強制カメラ目線!(ムリ)   | 2月13日 | ワンズファクトリー |           |
| 乳首コス 乳首が敏感過ぎて服も着れない美少女がコスプレオフ会 | 3月13日 | ワンズファクトリー |           |
| 限界連続精液注入 子宮内ザーメンシェイク                     | 4月13日 | ワンズファクトリー |           |
| 絶頂体位開発 一番キモチ良い体位で中出し性交 Special         | 5月1日  | ワンズファクトリー |           |
| ネットリこねくる乳首イキ絶頂エステサロンへようこそ          | 6月1日  | ワンズファクトリー |           |
| 麻倉憂8時間 4                                               | 6月1日  | ワンズファクトリー | ※ベスト版 |
| 高飛車令嬢 中出し肉便器化計画                               | 7月1日  | ワンズファクトリー |           |
| 中出しOK! いじわる囁き淫語で犯してあげる♥                   | 8月7日  | プレミアム         |           |
| 同窓会NTR 〜妻の最低な元カレに堕ちた浮気中出し映像〜        | 9月7日  | プレミアム         |           |
| 屈辱に濡らされた捜査官 〜強制失禁させられた強気なエリート〜 | 10月7日 | プレミアム         |           |
| 絶対領域ニーハイお姉さんに聖水かけられ痴女られる            | 11月7日 | プレミアム         |           |

### VR
- あなたのオナニーを全力で応援してくれる麻倉憂のバイノーラル淫語サポートVR（2018年5月25日、ワンズファクトリー）
- 排卵日に一回でも多く中出しをせがんでくる僕の嫁・憂とイチャラブ子作りSEX VR（2018年6月15日、ワンズファクトリー）

### アダルトサイト
- S-Cute 6th No.87 YOU（19歳）（S-Cute）
- S-Cute Short No.309 YOU（19歳）（S-Cute）
- S-Cute 7th No.05 YOU（19歳）（S-Cute）
- S-Cute Short No.318 YOU（20歳）（S-Cute）
- S-Cute 7th No.18 YOU（20歳）（S-Cute）
- S-Cute 7th No.37 YOU（21歳）（S-Cute）
- S-Cute Short No.342 YOU（21歳）（S-Cute）
- 2009年8月 GIRL's BLUE g195 矢島麻衣子
- 2009年9月 HAPPY FISH h211 矢島麻衣子
- [DGC] 2010年10月號 NO.883 麻倉憂 You Asakura
- [Juicy-Honey] 20101124 jh091 Yu Asakura 麻倉憂
- [Bejean on line] 2010年12月號 Panties Idol 麻倉憂 Yu AsakuraAmami
- [Bejean on line] 2011年09月號 Cover Girl Yu Asakura 麻倉憂
- [DGC] 2012年01月號 No.997 Yu Asakura 麻倉憂
- [Young Animal Arashi] 2011 No.03 清水ゆう子 小泉麻耶 麻倉憂
- ヤングアニマル嵐 2012 No.04 池田夏希 京本有加 麻倉憂 [25p]

### イメージビデオ
- EROCUTE（2011年2月25日、オルスタックピクチャーズ）
- REAL X（2012年5月25日、エスデジタル）

## 書籍

### 集写真
- Wonder girl（2012年2月25日、彩文館出版、撮影:細井智燿）ISBN 978-4-77-560514-1

### 雑誌
- 月刊DMM 2012年4月号（表紙）

## テレビ
- ヴィーナス・フューチャー #76（2010年、エンタ!371）
- たびとも（2011年7月、エンタ!371）